# Севильская башня
Севильская башня (исп. Torre Sevilla) — офисный небоскрёб в Севилье (Испания). Её строительство началось в марте 2008 года и было завершено в 2015 году. Башня высотой 180,5 метров имеет 40 этажей. Вход в это офисное здание расположен на улице Одиэль. Башня является самым высоким зданием в Андалусии и в городе Севилья, а также занимает седьмое место в списке самых высоких зданий Испании. До 2015 года Севильская башня была известна как Башня Кахасоль (исп. Torre Cajasol) или Башня Пелли (исп. Torre Pelli) по имени автора проекта Сесара Пелли.
Башня находится на острове Картуха, в бывшей зоне Всемирной выставки, проходившей в Севилье в период с апреля по октябрь 1992 года. Небоскрёб расположен рядом с рекой в районе, который перестраивается с начала 2000-х годов. Башня окружена двумя четырёхэтажными зданиями, также спроектированными аргентинским архитектором Сесаром Пелли. Изогнутые края этих зданий образуют площадь, которая открывается с севера и юга и сужается в центре, создавая пешеходную коммерческую улицу.

## Критика
Сообщалось, что ЮНЕСКО рассматривает вопрос о включении памятников Севильи, которые классифицируются как объекты Всемирного наследия (Севильский кафедральный собор, Севильский Алькасар и Архив Индий), в «список угроз» из-за «негативного визуального воздействия» башни на старый город Севильи. ЮНЕСКО зашла так далеко, что попросила городские власти уменьшить высоту башни, но те проигнорировали эти просьбы. Предложение было отклонено на заседании Комитета всемирного наследия ЮНЕСКО в Санкт-Петербурге в 2012 году, но участники заседания выразили сожаление, что работа над башней не была приостановлена, в соответствии с просьбой комитета, высказанной на его предыдущей сессии, и в связи с тем, что не было проведено никаких обсуждений или консультаций для рассмотрения вопроса о том, каким образом можно было бы усовершенствовать проект и сократить какие-либо возможные негативные последствия строительства небоскрёба.